# Trescore Balneario
Trescore Balneario (lombardul: Trescùr Balneàre) település Olaszországban, Lombardia régióban, Bergamo megyében. Lakosainak száma 9788 fő (2023. január 1.). Trescore Balneario Albino, Carobbio degli Angeli, Cenate Sopra, Cenate Sotto, Credaro, Entratico, Gandosso, Gorlago, Luzzana, San Paolo d’Argon és Zandobbio községekkel határos.

## Népesség
A település lakossága az elmúlt években az alábbi módon változott:
| Lakosok száma | 9874 | 9814 | 9788 |
|               | 2017 | 2018 | 2023 |